# Pyxidiophora badiorostris
Pyxidiophora badiorostris är en svampart som tillhör divisionen sporsäcksvampar, och som beskrevs av Nils G. Lundqvist. Pyxidiophora badiorostris ingår i släktet Pyxidiophora, och familjen Pyxidiophoraceae. Arten är reproducerande i Sverige.